# Chiloplatys lucens
Chiloplatys lucens är en stekelart som beskrevs av Henry Keith Townes, Jr. 1945. Chiloplatys lucens ingår i släktet Chiloplatys och familjen brokparasitsteklar. Inga underarter finns listade i Catalogue of Life.